# Antašava
Antašava is een plaats in het Litouwse district Panevėžys. De plaats telt 247 inwoners (2001).